# Saulnières (Ille-et-Vilaine)
Saulnières (bretonisch: Saoner; Gallo: Saunierr) ist eine französische Gemeinde mit 798 Einwohnern (Stand: 1. Januar 2022) im Département Ille-et-Vilaine in der Region Bretagne. Sie gehört zum Arrondissement Redon und zum Kanton Bain-de-Bretagne. Die Einwohner werden Saulniérois genannt.

## Geografie
Die Gemeinde Saulnières liegt etwa 22 Kilometer südsüdöstlich von Rennes. Umgeben wird Saulnières von den Nachbargemeinden Chanteloup im Nordwesten und Norden, Brie im Norden und Nordosten, Janzé im Osten, Tresbœuf im Osten und Südosten, Le Sel-de-Bretagne im Süden und Südwesten sowie Le Petit-Fougeray im Westen.

## Vorgeschichte
La Table-aux-Fées von Saulnières ist ein Dolmenrest auf einem für die Öffentlichkeit unzugänglichen Privatgrundstück. Er besteht aus zwei Steinen, von denen einer über zwei Meter lang ist. Wie bei anderen Megalithen der Gegend verbinden sich diese Steine mit der lokalen Folklore. Es wird gesagt, dass sie von den Feen zurückgelassen wurden, als sie Steine von Saulnières nach La Roche-aux-Fées brachten.

## Bevölkerung
| Jahr                       | 1962 | 1968 | 1975 | 1982 | 1990 | 1999 | 2006 | 2013 | 2020 |
| Einwohner                  | 503  | 503  | 466  | 531  | 558  | 581  | 661  | 711  | 791  |
| Quellen: Cassini und INSEE |      |      |      |      |      |      |      |      |      |

## Sehenswürdigkeiten

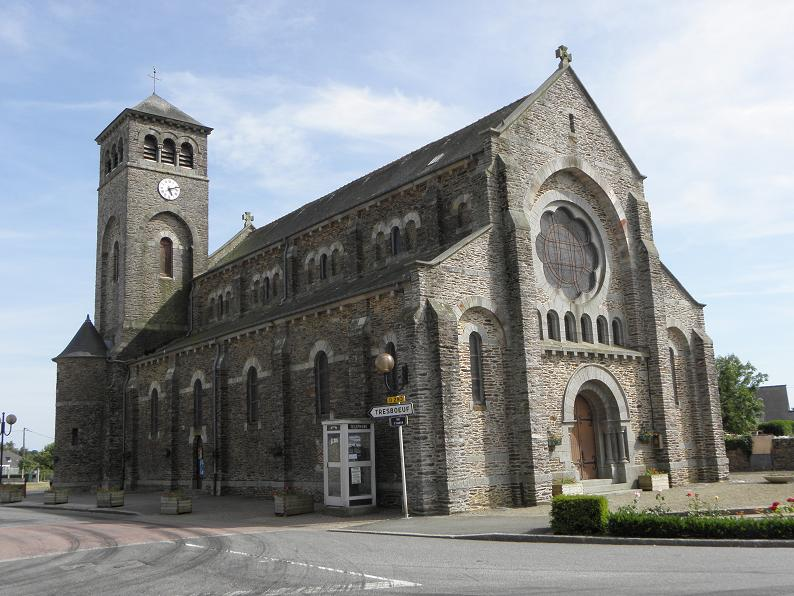
Kirche Saint-Martin
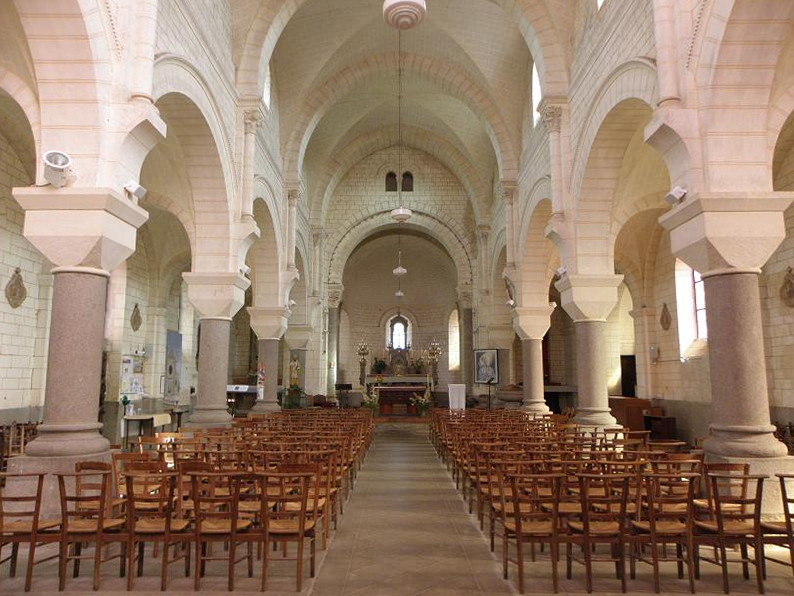
Saint-Martin innen
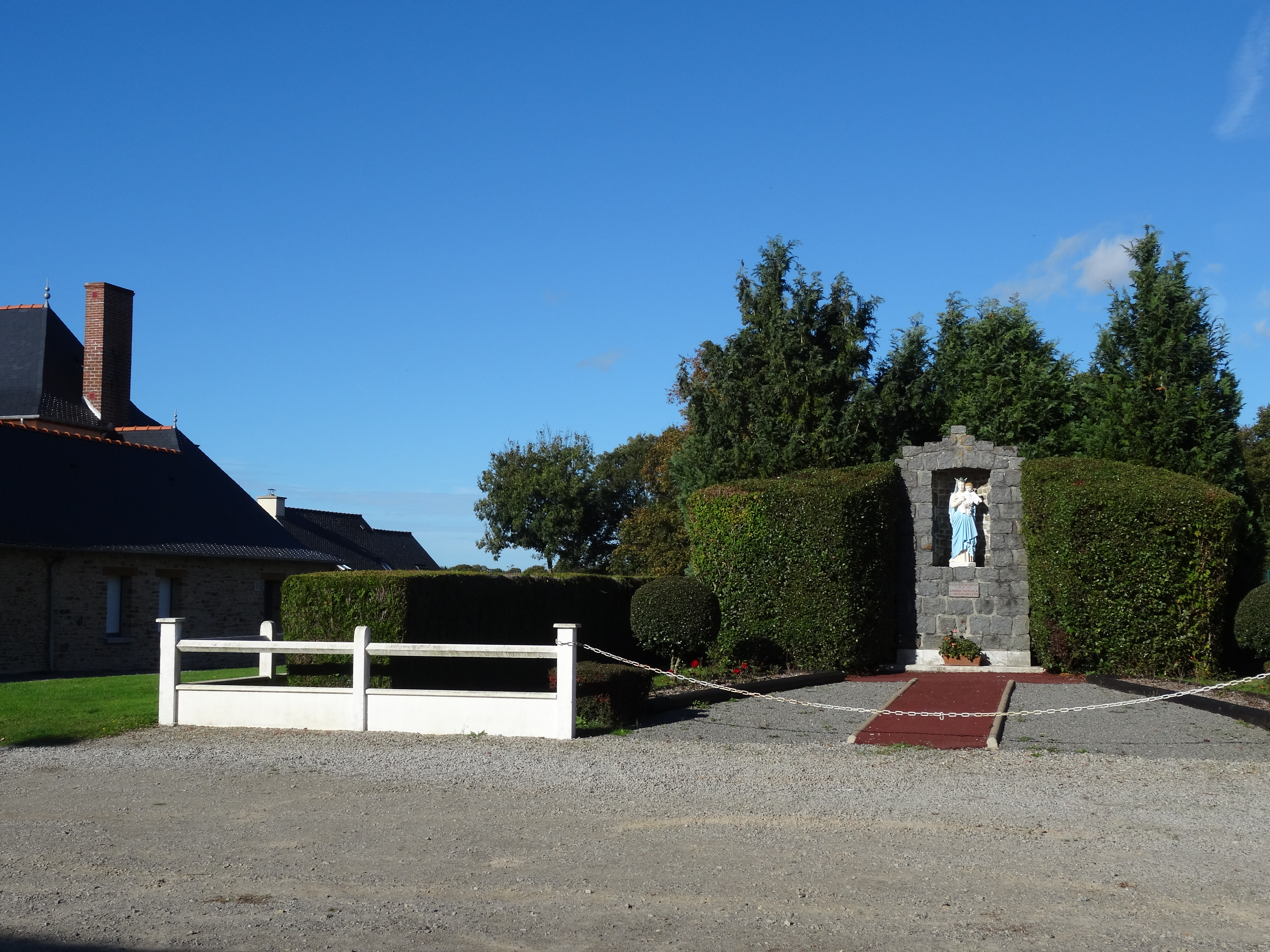
Marienstatue
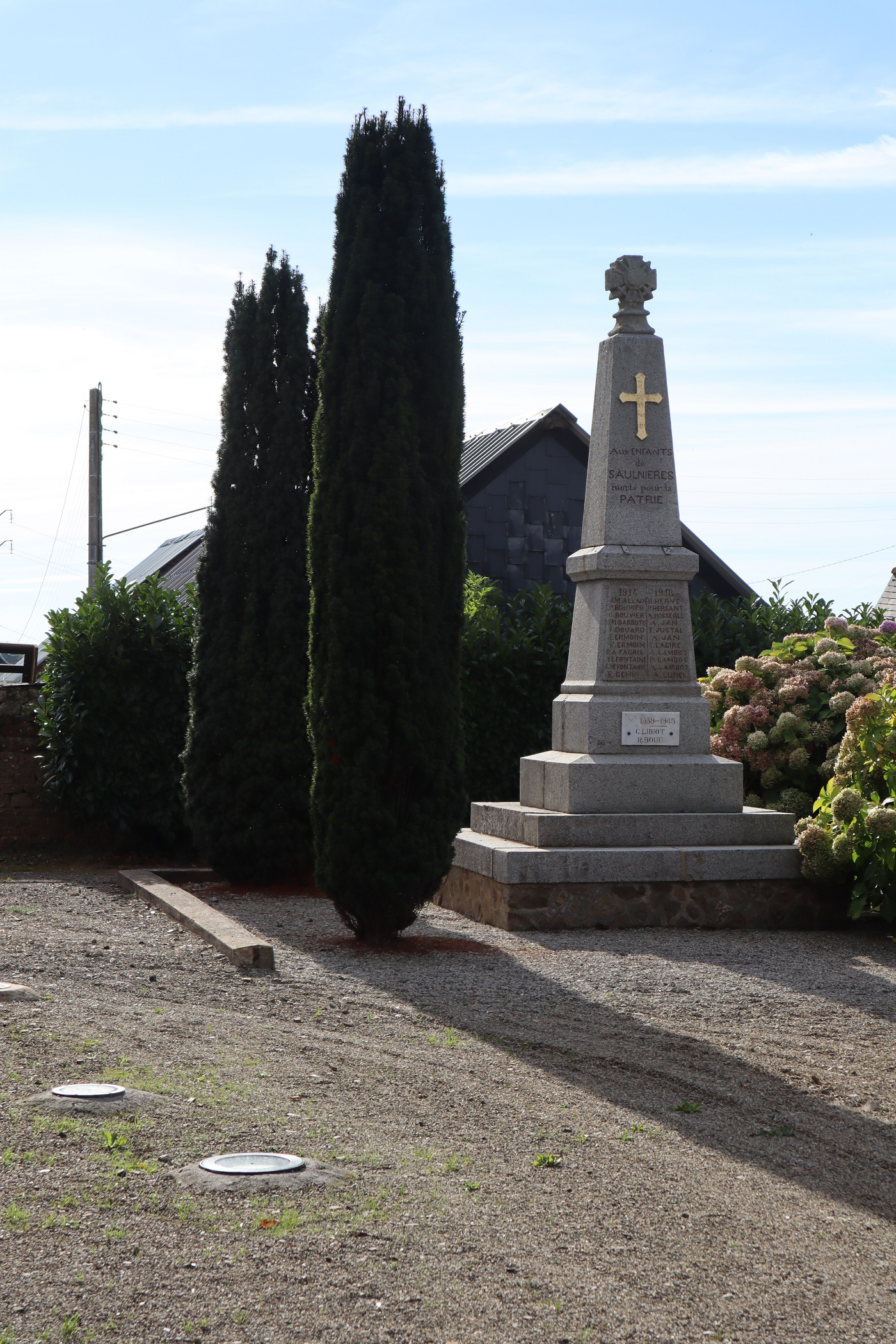
Gefallenendenkmal

- Kirche Saint-Martin
- Saint-Martin innen
- Marienstatue
- Gefallenendenkmal